# Elezioni parlamentari in Norvegia del 1973
Le elezioni parlamentari in Norvegia del 1973 si tennero il 9-10 settembre per il rinnovo dello Storting.

## Risultati
| Liste                                                    | Voti      | %     | Seggi |
| -------------------------------------------------------- | --------- | ----- | ----- |
| Partito Laburista Norvegese                              | 759 499   | 35,29 | 62    |
| Høyre                                                    | 370 370   | 17,21 | 29    |
| Partito Popolare Cristiano                               | 255 456   | 11,87 | 19    |
| Federazione Elettorale Socialista (SF - NKP - AIK)       | 241 851   | 11,24 | 16    |
| Partito di Centro                                        | 146 312   | 6,80  | 13    |
| Partito di Anders Lange                                  | 107 784   | 5,01  | 4     |
| Partito di Centro - Venstre                              | 97 639    | 4,54  | 7     |
| Nuovo Partito Popolare                                   | 73 854    | 3,43  | 1     |
| Venstre                                                  | 49 668    | 2,31  | 1     |
| Partito di Centro - Partito Popolare Cristiano - Venstre | 21 783    | 1,01  | 3     |
| Alleanza Elettorale Rossa                                | 9 360     | 0,43  | –     |
| Partito Popolare Cristiano - Høyre                       | 8 669     | 0,40  | –     |
| Partito dei non sposati                                  | 5 113     | 0,24  | –     |
| Partito Democratico di Norvegia                          | 2 125     | 0,10  | –     |
| Liberi Rappresentanti delle Donne                        | 1 866     | 0,09  | –     |
| Lista del Popolo Sami                                    | 849       | 0,04  | –     |
| Altri                                                    | 6         | 0,00  | –     |
| Totale                                                   | 2 152 204 | 100   | 155   |

Ripartizione dei seggi delle liste comuni:
- Partito di Centro (6) - Venstre (1);
- Partito di Centro (2) - Venstre (0) - Partito Popolare Cristiano (1).

Seggi complessivi: Partito di Centro: 21 - Partito Popolare Cristiano: 20 - Venstre: 2.